# Ібн Хазм

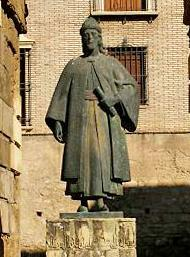
Статуя Ібн Хазма в Кордобі.

Абу Мухаммед Алі ібн Ахмад Саїд ібн Хазм (араб. أبو محمد علي بن احمد بن سعيد بن حزم, нар. 7 листопада 994 в Кордобі — помер 15 серпня 1064 в Монтіхарі біля Вельви) — андалузький мусульманський філософ та богослов часів Кордобського халіфату.  
Був міністром та візиром при дворах кількох халіфів з роду Омеядів, зокрема Аль-Мансура та Гішама III. Відомий як один із найсуворіших тлумачів хадисів, був прихильником граматичною та синтаксичної інтерпретації Корану, відкидаючи алегоричні методи його екзегетики. Ібн Хазм був важливим кодифікатором Загірійської школи ісламу та написав, як вважається, 400 праць, із яких лише 40 збереглися. Загальний обсяг його письмових робіт складає близько 80 000 сторінок. Відомий як один із творців порівняльної релігії, Енциклопедія ісламу називає його одним із провідних мислителів мусульманського світу.